# Santhomyza inermis
Santhomyza inermis är en tvåvingeart som beskrevs av Rohacek 1984. Santhomyza inermis ingår i släktet Santhomyza och familjen sumpflugor. Inga underarter finns listade i Catalogue of Life.